# Мошковка (Житомирский район)
Мошковка (укр. Мошківка) — село на Украине, находится в Житомирском районе Житомирской области.
Код КОАТУУ — 1822087905. Население по переписи 2001 года составляет 44 человека. Почтовый индекс — 10000. Телефонный код — 412. Занимает площадь 4,38 км².

## Адрес местного совета
12435, Житомирская область, Житомирский р-н, с. Туровец, ул. Канарских, 34